# Punomys lemminus
Punomys lemminus é uma espécie de roedor da família Cricetidae.
É endêmica do sul do Peru, onde ela é encontrada nas pastagens de puna habitat em altitudes de 4400 a 4900m nas Cordilheira dos Andes.